# Мелантій (Одіссея)
Мелантій, також Мелантей, Меланфій (грец. Μελάνθιος) — персонаж давньогрецької міфології. Син Долія, пастух кіз, невірний раб Одіссея. Коли женихи домагалися руки Пенелопи, стояв на їхньому боці і був згодом жорстоко за це покараний: Одіссей порубав його на шматки й викинув собакам (цей епізод згадує Феокрит).